# Adler & Sullivan
Adler & Sullivan est un cabinet d'architecture fondé par Dankmar Adler et Louis Sullivan à Chicago. 
Parmi ses projets figurent l'Auditorium Building à Chicago et le gratte-ciel Wainwright Building à Saint-Louis. En 1883, Louis Sullivan rejoini le cabinet d'architecture d'Adler, créant ainsi le partenariat Adler & Sullivan. Selon l'architecte Ward Miller :
« Adler & Sullivan est principalement considéré comme un cabinet d'architecture innovant et progressiste, promouvant l'idée d'un style américain et l'exprimant dans un format résolument moderne. Leurs travaux, largement publiés, étaient à l'avant-garde de la construction immobilière. Leurs bâtiments, et notamment leurs structures polyvalentes, étaient inégalés. De plus, l'expression d'un immeuble de grande hauteur, avec sa structure à base définie, sa partie médiane (fût) et son sommet (corniche), constituait une nouvelle approche de la conception des immeubles de grande hauteur. Ces types de structures hautes ont évolué vers un format... Aujourd'hui encore, l'expression verticale d'un bâtiment s'appuie sur ces principes de conception. »
Adler, avec ses prouesses d'ingénieur et sa maîtrise de l'acoustique, est considéré comme le génie commercial du partenariat, tandis que Sullivan, connu pour son talent de designer, est considéré comme l'artiste.

## Constructions
Parmi leurs constructions les plus connues :
- Ann Halsted House (en), Chicago, 1883
- McVickers Theatre, Chicago, 1883 (rénovation)
- Halsted Row Houses, Chicago, 1884
- Leon Mannheimer House, Chicago, 1884
- Joseph Deimel House, Chicago, 1886
- Auditorium Building, Chicago 1889
- Pueblo Opera House, Pueblo (Colorado),  1890
- Carrie Eliza Getty Tomb, Cimetière de Graceland, Chicago, 1890
- Wainwright Building, Saint-Louis (Missouri),  1891
- Charnley-Norwood House, Ocean Springs, 1891
- Louis Sullivan Bungalow, Ocean Springs, 1891
- James Charnley House, Chicago, 1891
- Albert Sullivan House, Chicago, 1891
- Union Trust Building, Saint-Louis (1893 ; ornement au niveau de la rue fortement modifié en 1924)
- Chicago Stock Exchange Building, Chicago, 1893
- Prudential (Guaranty) Building (en), Buffalo (New York), 1894